# Zelden van Passe
De Zelden van Passe (ook wel De Grote Westeinder genaamd) is een poldermolen iets ten westen van Zoeterwoude-Dorp, langs de A4. De molen dateert uit 1642 en is gebouwd ten behoeve van de bemaling van de Groote Westeindsche Polder op de boezem (de Meerburgerwatering). Tot 1952 bemaalde de molen de polder. De molen is sinds 1962 in het bezit van de Rijnlandse Molenstichting. De molen is maalvaardig, maar bemaalt slechts nog op vrijwillige basis. In de molen bevindt zich een ijzeren scheprad met een doorsnede van 5,90 m.
De molen heeft, volgens overlevering, zijn naam te danken aan het peil van de polder. De boeren in de omgeving waren voor hun vervoer afhankelijk van het peil in de poldersloten. Het peil mocht nooit te laag worden, want de boeren moesten met de boot gebruik kunnen blijven maken van de sloten. Je kon het iedereen maar 'zelden van pas' maken. De Zelden van Passe fungeerde als seinmolen voor de molens die de polders in de omgeving bemaalden. Het sein van de Zelden van Passe werd ook aan andere molens doorgegeven door de Stevenshofjesmolen.
In 2005 zijn in de directe nabijheid van deze molen een tweetal windturbines geplaatst ten behoeve van het opwekken van energie. In 2015 werden deze windturbines gedemonteerd en naar het buitenland verscheept om vervangen te worden door twee hogere en modernere turbines. Deze 'Watergeuzen' werden in 2020 in gebruik genomen. 

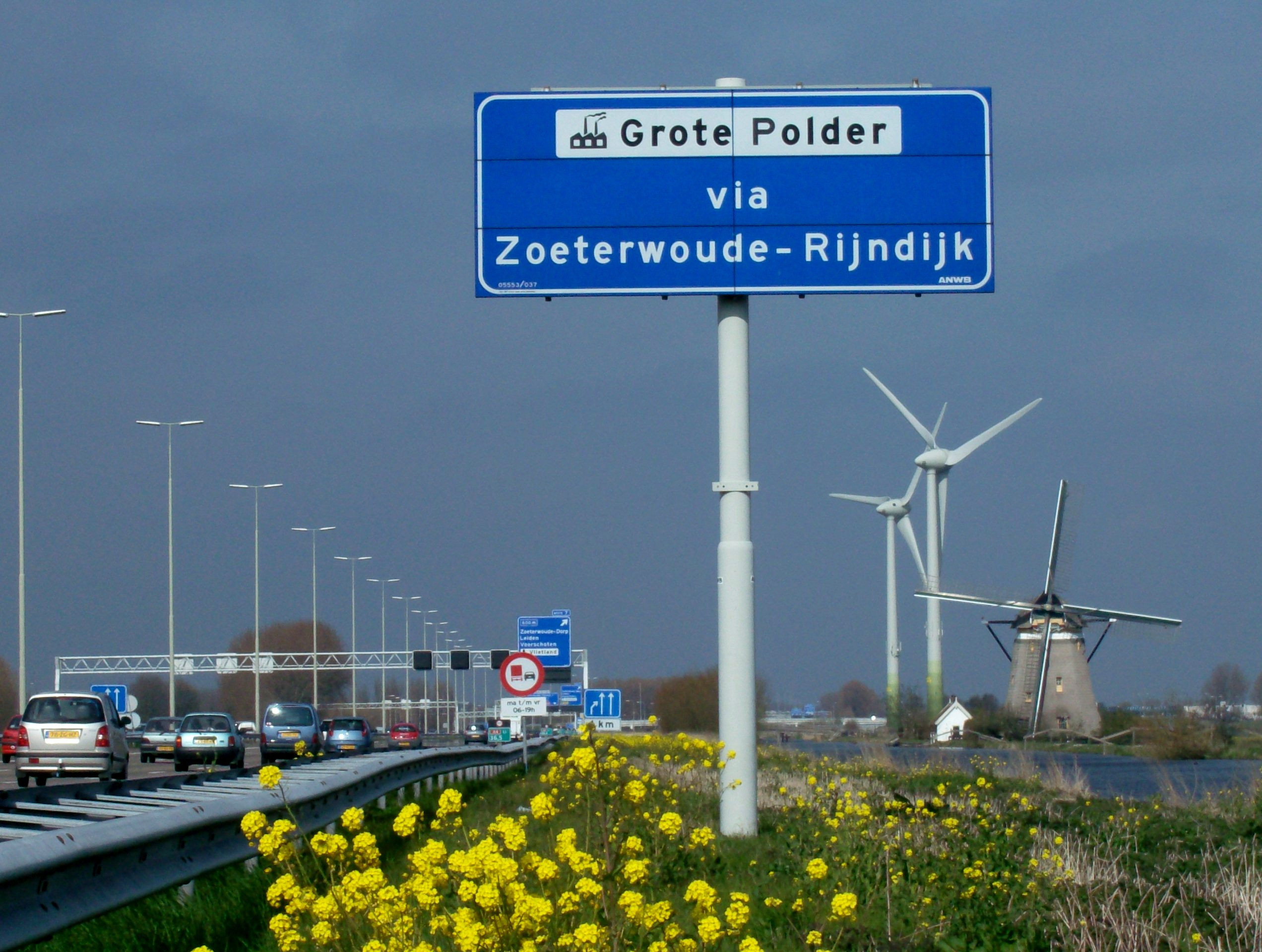
De Zelden van Passe langs de A4, met twee windturbines
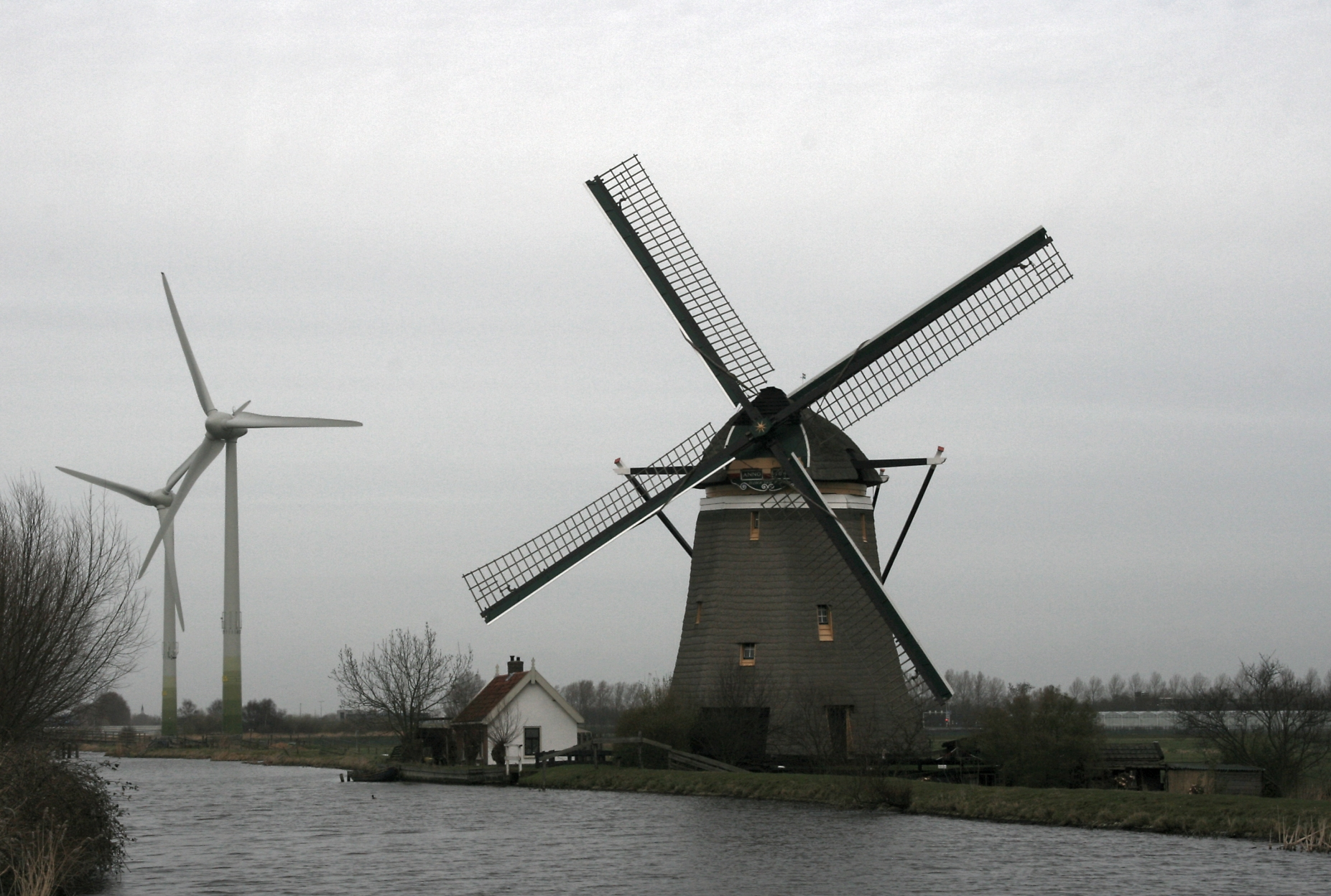
De Zelden van Passe met twee windturbines